# Samsung Galaxy Z Fold 7 et Z Flip 7

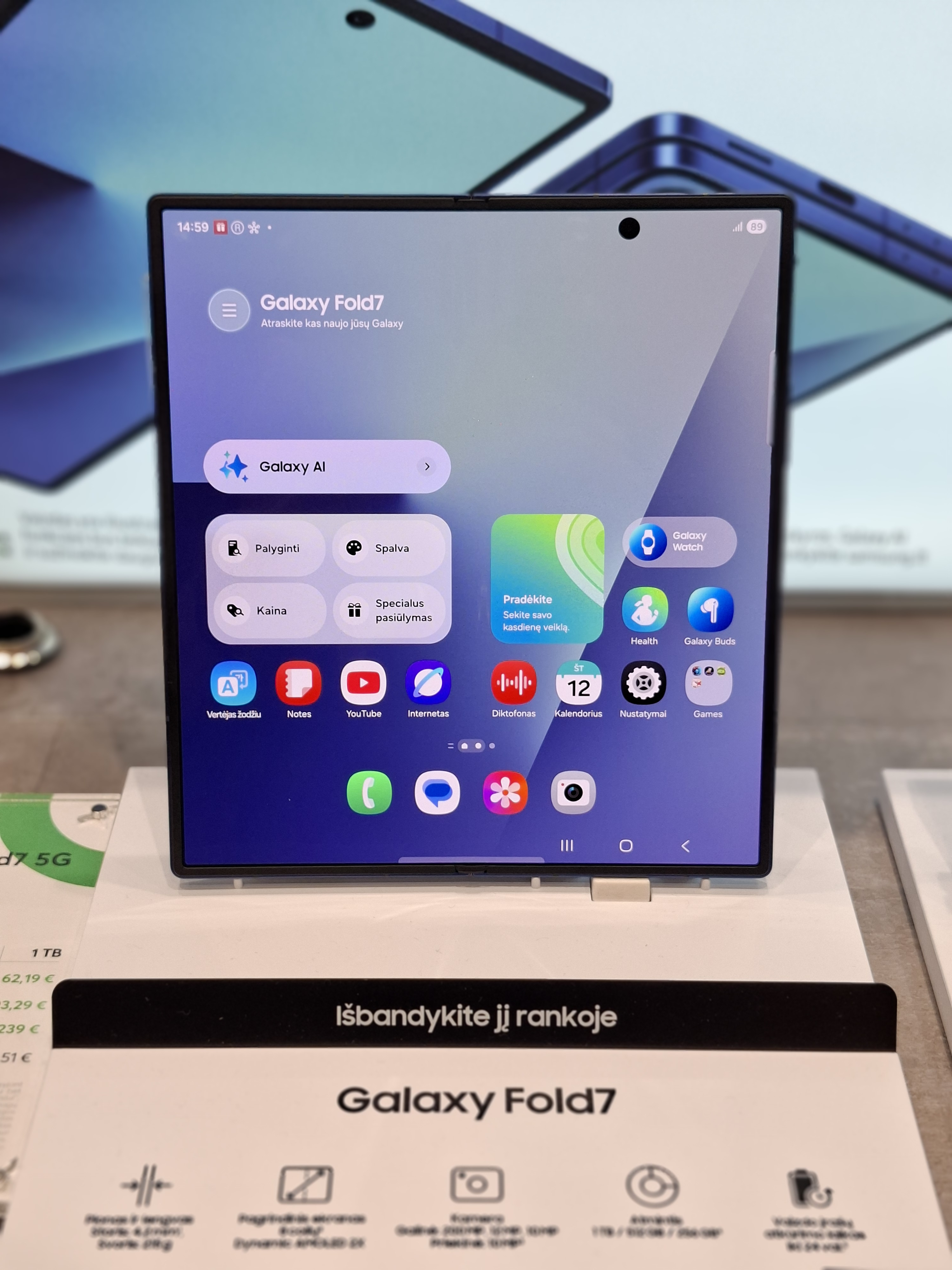
Samsung Galaxy Z Fold 7

Les Samsung Galaxy Z Fold 7, Samsung Galaxy Z Flip 7 et Samsung Galaxy Z Flip 7 FE sont trois smartphones pliants Android produits par la société Samsung Electronics. Ils font partie de la série haut de gamme des Galaxy Z et succèdent aux Galaxy Z Fold 6, Z Flip 6 et Z Fold SE.
Le premier modèle est une tablette qui peut être pliée et devenir un smartphone, tandis que le second est un téléphone à clapet.

## Caractéristiques
L'écran secondaire du Z Flip 7 permet de regarder des widget comme l'heure ou les notifications.
Le Galaxy Z Flip 7 FE reprend l'apparence et la plupart des caractéristiques du Samsung Galaxy Z Flip 6, comme son écran. Il hérite cependant du processeur du Samsung Galaxy S24, l'Exynos 2400,.